# سامسونگ الکترونیکس
سامسونگ الکترونیکس (به کره‌ای: 삼성전자) یک شرکت صنایع الکترونیکی چندملیتی کره‌ای مستقر در شهر سوون است که در زمینه طراحی، توسعهٔ فناوری و تولید انواع قطعات الکترونیکی، ادوات نیمه‌رسانا، انواع حافظه جامد و حافظه تصادفی، انواع نمایشگرهای ال‌سی‌دی و ال‌ئی‌دی، انواع بلندگو و ام‌پی‌تری پلیر، انواع دوربین، انواع چاپگر، انواع لپ‌تاپ، انواع تبلت و گوشی‌های موبایل، انواع پردازنده تبلت و موبایل، انواع کولرهای گازی و سامانه‌های تهویه هوا و همچنین انواع لوازم خانگی فعالیت می‌کند. این شرکت تابعه از گروه سامسونگ، ۷۰ درصد از درآمد شرکت مادر خود را تأمین می‌کند.
سامسونگ الکترونیکس دارای مراکز تحقیقاتی، کارخانه‌های مونتاژ و مراکز فروش در بیش از ۱۰۰ کشور جهان است و حدود ۲۹۰٬۰۰۰ نفر در آن مشغول به‌کار هستند. مالکیت این شرکت متعلق به برخی شرکت‌های خارجی و کره‌ای است. این شرکت بزرگ‌ترین تولیدکننده لوازم الکترونیکی مصرفی در جهان از نظر درآمد می‌باشد.

## تاریخچه

### ۱۹۸۷–۱۹۶۹:سال‌های اولیه
صنایع الکترونیکی سامسونگ به عنوان بخشی صنعتی از گروه سامسونگ در ۱۹ ژانویه ۱۹۶۹ در سوون کره جنوبی تأسیس شد. در آن زمان، گروه سامسونگ برای مردم کره جنوبی به عنوان یک شرکت تجاری تخصصی در زمینه کودها و شیرین کننده‌ها شناخته می‌شد. توشیو آیو، بنیانگذار سانیو، که در آن زمان یک تازه‌کار در صنعت الکترونیک بود، به عنوان مشاور لی بیونگ چول، بنیانگذار گروه سامسونگ، فعالیت کرد. دسامبر همان سال، سامسونگ یک سرمایه‌گذاری مشترک به نام سامسونگ-سانیو الکتریک با شرکت سانیو و سومیتومو تأسیس کرد. این شرکت از پیشینیان اصلی سامسونگ الکترونیکس فعلی بود.
محصولات اولیه این سرمایه‌گذاری شامل لوازم الکترونیکی مثل تلویزیون، ماشین حساب، یخچال، کولر و ماشین لباسشویی بود. در سال ۱۹۷۰، سامسونگ شرکت مشترک سامسونگ-ان‌ای‌سی را با ان‌ای‌سی و سومیتومو ژاپن، برای تولید لوازم خانگی و دستگاه‌های سمعی و بصری تأسیس کرد. سامسونگ-ان‌ای‌سی سپس به سامسونگ اس‌آی‌دی، واحد تجاری صفحه نمایش و باتری این گروه تبدیل شد. در سال ۱۹۷۳، سامسونگ و سانیو قطعات سامسونگ-سانیو را ایجاد کردند که در آینده، جانشین این شرکت، سامسونگ الکترو-مکانیکس شد. تا سال ۱۹۸۱، سامسونگ الکتریک بیش از ۱۰ میلیون تلویزیون سیاه و سفید تولید کرده بود. 
در سال ۱۹۷۴، سامسونگ به مرزهای ورشکستگی رسید و برای جبران آن، با خرید شرکتی به نام نیم‌رسانای کره به صنعت نیم‌رسانا، وارد شد. کمی بعد، سامسونگ کنترل شرکتی دیگری به نام شرکت مخابرات کره، که تولید کنندهٔ سیستم‌های سوئیچینگ الکترونیکی بود را بدست گرفت و آن را به ارتباطات و نیم‌رسانای سامسونگ تبدیل کرد.
در سال ۱۹۸۸، صنایع الکترونیکی سامسونگ با ارتباطات و نیم رسانای سامسونگ ادغام شد و سامسونگ الکترونیکس را تشکیل داد.

### ۱۹۹۵–۱۹۸۸: اشکالات کالا
در سال ۱۹۸۸، سامسونگ الکترونیکس اولین تلفن همراه خود را در بازار کره جنوبی عرضه کرد. فروش تلفن همراه در ابتدا ضعیف بود و در اوایل دهه ۱۹۹۰، بیش از ۶۰ درصد بازار موبایل در دست موتورولا بود و سامسونگ فقط ۱۰ درصد در اختیار داشت. بخش تلفن همراه سامسونگ نیز تا اواسط دهه ۱۹۹۰ با محصولاتی بی کیفیت راه خود را طی می‌کرد و گروه سامسونگ در نظر داشتند که از این صنعت خارج شوند.

### ۲۰۰۸–۱۹۹۵: راهبرد تولید قطعات و طراحی
سرانجام لی کان-هی، رئیس سامسونگ، تصمیم گرفت که سامسونگ باید استراتژی خود را تغییر دهد. این شرکت تولید بسیاری از خطوط تولید کم فروش را متوقف کرد و در عوض فرایند طراحی و تولید قطعات و سرمایه‌گذاری در فناوری‌های جدید برای دیگر شرکت‌ها را دنبال کرد. علاوه بر این، سامسونگ برنامه ای ۱۰ ساله برای کنار گذاشتن تصویر خود به عنوان «مارک اقتصادی» و به چالش کشیدن سونی به‌عنوان بزرگ‌ترین تولیدکننده لوازم الکترونیکی مصرفی در جهان ارائه کرد. انتظار می‌رفت که سامسونگ از این طریق درک درستی از نحوه تولید محصولات داشته باشد و در آینده در زمینه فناوری پیشرفت کند. این استراتژی ادغام عمودی، در پایان دهه ۲۰۰۰ برای سامسونگ به ثمر نشست.
لی کان-هی سال ۱۹۹۶ به عنوان «سال انقلاب طراحی» در سامسونگ اعلام کرد که یک استراتژی رهبری برند بود. او می‌خواست که سامسونگ به یک پیشگام در صنعت طراحی تبدیل شود که این کار نیاز به یک تغییر اساسی در کل نظام شرکت داشت. درنتیجه سامسونگ با ادغام یک نظام مدیریت طراحی جامع و استراتژی در فرهنگ شرکت توانست به هدفش برسد و در پایان دهه ۱۹۹۰ رشد چشمگیری داشته باشد.
با دور شدن سامسونگ از بازارهای مصرفی، این شرکت طرحی را برای حمایت از رویدادهای مهم ورزشی برنامه‌ریزی کرد. یکی از این حمایت‌ها، المپیک زمستانی ۱۹۹۸ بود که در ناگانو ژاپن برگزار شد.
پس از چندی دیگر بازارهای کوچک دیگر برای سامسونگ که یک چایبول بود، زیان مالی ناچیزی داشت و در نتیجه سامسونگ دست به سرمایه‌گذاری و توسعه فناوری زد.
سامسونگ پیشرفت‌های فناورانه بسیاری داشت، به‌ویژه در زمینه حافظه که امروزه در بیشتر محصولات الکتریکی متداول است. این پیشرفت شامل نخستین DRAM ۶۴ مگابایتی در جهان در سال ۱۹۹۲، DRAM ۲۵۶ مگابایت در سال ۱۹۹۴ و ۱ گیگابایت DRAM در سال ۱۹۹۶ می‌شود. در سال ۲۰۰۴، سامسونگ نخستین تراشه حافظه فلش ۸ گیگابایتی NAND را در جهان توسعه داد و در سال ۲۰۰۵ با اپل قرارداد تولید بسته شد. قرارداد تأمین تراشه‌های حافظه اپل در سال ۲۰۰۵ منعقد شد و و سامسونگ در اکتبر ۲۰۱۳ با تولید پردازنده‌های A7 در داخل مدل آیفون ۵اس، منبع اصلی اجزای اپل شد.

### ۲۰۰۸-اکنون: پیشرفت‌های اخیر
از سال ۲۰۰۰ تا ۲۰۰۳، سامسونگ درآمد خالص بیش از پنج درصد داشت. این در شرایطی بود که ۱۶ شرکت از ۳۰ شرکت برتر کره جنوبی در پی بحران بی‌سابقه فعالیت خود را متوقف کردند.

در سال ۲۰۰۵، سامسونگ الکترونیکس برای نخستین بار از رقیب ژاپنی خود سونی پیشی گرفت و به عنوان بیستمین بزرگ‌ترین و محبوب‌ترین مارک مصرف‌کننده جهان شناخته شد. 

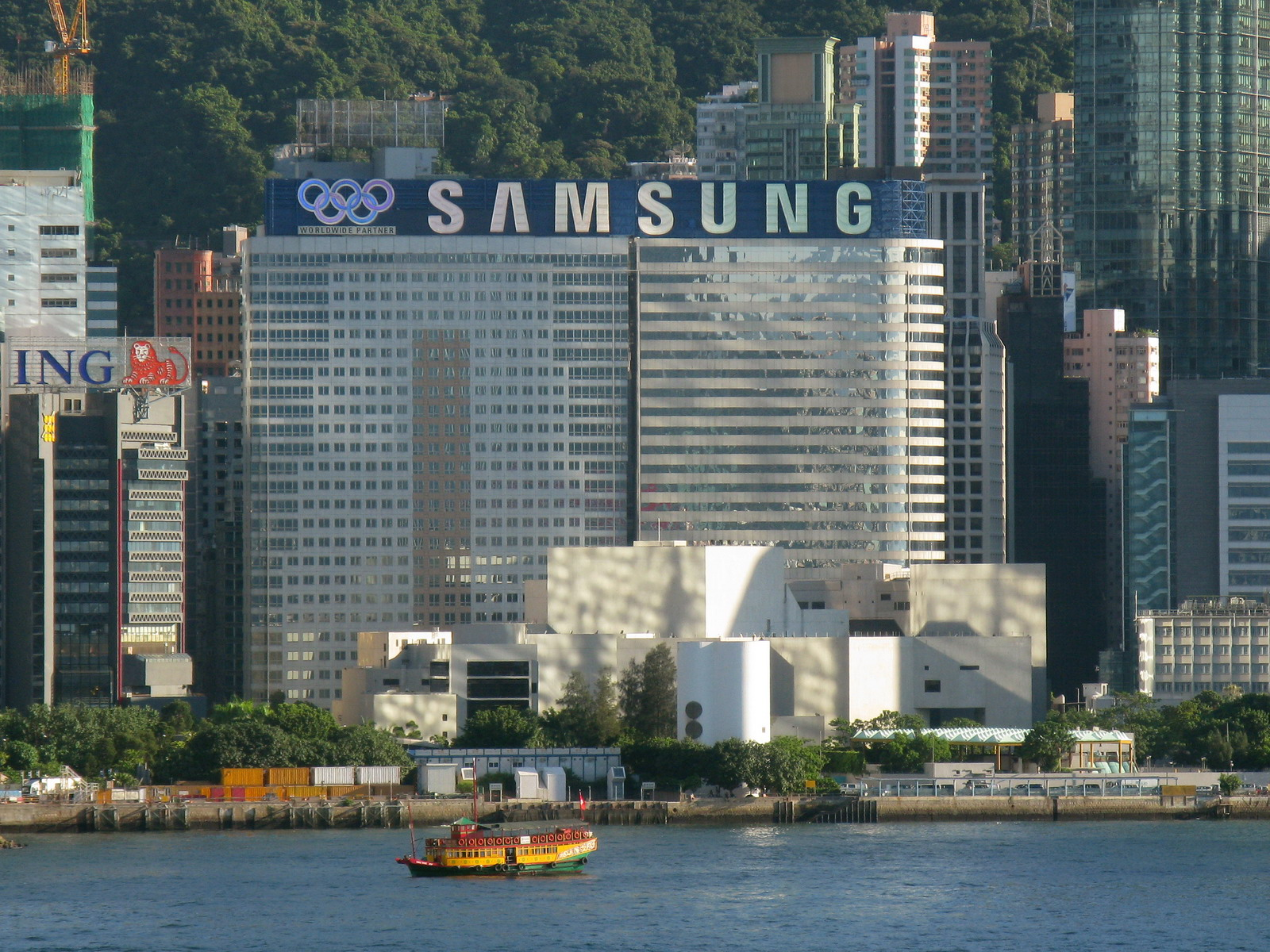
تبلیغات سامسونگ در هنگ کنک

در سال ۲۰۰۷، سامسونگ الکترونیکس دومین تولیدکننده بزرگ تلفن همراه در جهان شد و برای نخستین بار از موتورولا پیشی گرفت. در سال ۲۰۰۹، سامسونگ مجموع درآمد ۱۱۷٫۹ میلیارد دلار را کسب کرد و با پشت سر گذاشتن ایچ‌پی، بزرگ‌ترین شرکت فناوری جهان از نظر میزان فروش شد.
در سال ۲۰۰۹ و ۲۰۱۰، سامسونگ و هشت شرکت دیگر توسط اتحادیه اروپا و ایالات متحده بخاطر تعیین‌هایشان میان ۱۹۹۹ تا ۲۰۰۲ جریمه شد.

علی‌رغم این همه گسترش مداوم به علت ناامنی از نظر ثبات مالی، لی کان-هی گفت:
«آینده سامسونگ الکترونیکس تضمین نمی‌شود زیرا اکثر محصولات پرچمدار ما در ۱۰ سال آینده منسوخ می‌شوند.»
در ماه مه ۲۰۱۳، سامسونگ اعلام کرد که سرانجام موفق شده است فناوری نسل پنجم (5G) افزایش سرعت را با موفقیت آزمایش کند.
در آوریل ۲۰۱۳، سامسونگ الکترونیکس گوشی جدید سری گلکسی اس یعنی گلکسی اس ۴ را به صورت خرده فروشی در دسترس قرار داد و این گوشی فروش خیلی خوبی را گذراند.
سامسونگ در هشتاد و ششمین مراسم اعطای جوایز اسکار (که در ۴ مارس ۲۰۱۴ برگزار شد) اسپانسر شد و به دلیل استفاده از محصول هوشمند سامسونگ گلکسی نوت توسط میزبان الن دجنرس در عکس سلفی اش، سامسونگ ۳ میلیون دلار اهدا کرد.
در اوت ۲۰۱۴، سامسونگ اعلام کرد که برای خرید شرکت اسمارت‌تینگز به توافق رسیده‌اند. این خرید موجب ورود سامسونگ به فضای اینترنت اشیا شد.
در ۱۴ نوامبر ۲۰۱۶، سامسونگ الکترونیکس موافقت خود را برای خرید سازنده تجهیزات خودروی آمریکایی صنایع بین‌المللی هارمن به مبلغ ه۸ میلیارد دلار اعلام کرد. در ۱۰ مارس ۲۰۱۷، خریداری شرکت تکمیل شد.
سامسونگ طرحی ۱۷ میلیارد دلاری برای ساخت یک کارخانه تولید تراشه در آریزونا، تگزاس یا نیویورک در سال ۲۰۲۱ پیشنهاد کرد. این طرح تا حدی ناشی از اختصاص میلیاردها دلار از ایالات متحده برای توسعه تولید تراشه داخلی به‌عنوان بخشی از برنامه ملی است. قانون مجوز دفاعی در ژانویه برای کاهش وابستگی این کشور به تایوان، چین و کره جنوبی تصویب شد. این کارخانه حدود ۱۹۰۰ نفر را استخدام می‌کند و تا اکتبر ۲۰۲۲ به بهره‌برداری می‌رسد.
در ۷ دسامبر ۲۰۲۱، سامسونگ الکترونیکس ادغام بخش‌های موبایل و لوازم الکترونیکی را اعلام کرد و رهبران سه بخش تجاری خود را جایگزین کرد.
در پایان ژانویه ۲۰۲۲، سامسونگ الکترونیکس بالاترین سود سه‌ماهه چهارم خود را از قبل از همه‌گیری کووید-۱۹ به ثبت رساند که بیشتر به دلیل فروش قوی تراشه در میان کمبود جهانی نیمه‌رساناها و افزایش اندک در فروش تلفن همراه بود. سود عملیاتی سامسونگ به بیش از ۱۱٫۵ میلیارد دلار رسید که ۵۳ درصد نسبت به سه‌ماهه چهارم سال ۲۰۲۱ افزایش داشت و کسب‌وکار تراشه‌های این شرکت تقریباً دو سوم از کل سود را به عهده داشت.
در مارس ۲۰۲۲، در بحبوحه حمله روسیه به اوکراین، سامسونگ متعهد شد ۵ میلیون دلار به انجمن صلیب سرخ اوکراین و سایر موسسات خیریه به‌علاوه ۱ میلیون دلار لوازم الکترونیکی شخصی به مردم اوکراین اهدا کند. در ۴ مارس ۲۰۲۲، سامسونگ به دلیل حملهٔ روسیه به اوکراین، ارسال همه محصولات خود به روسیه را متوقف کرد.

### شهرت جهانی
در میانه نوامبر ۲۰۲۱، سامسونگ الکترونیکس پس از قرار گرفتن در رتبه چهارم در رتبه‌بندی ۲۰۲۰، در «بهترین برندهای جهانی» توسط شرکت پژوهشی یوگاو در رتبه دوم قرار گرفت.

## لوگو
- لوگوی سامسونگ الکترونیکس که از اواخر سال ۱۹۶۹ استفاده شد تا اینکه در سال ۱۹۷۹ جایگزین شد
- لوگوی سامسونگ الکترونیکس که از اواخر سال ۱۹۸۰ تا سال ۱۹۹۲ جایگزین شد استفاده شد
- لوگوی سامسونگ الکترونیکس که از اواخر سال ۱۹۹۳ تا سال ۲۰۱۵ جایگزین شد[۴۹]
- علامت کلمه سامسونگ و لوگوی فعلی سامسونگ الکترونیکس که از سال ۲۰۱۵ استفاده می‌شود

## نواحی کلیدی تجارت

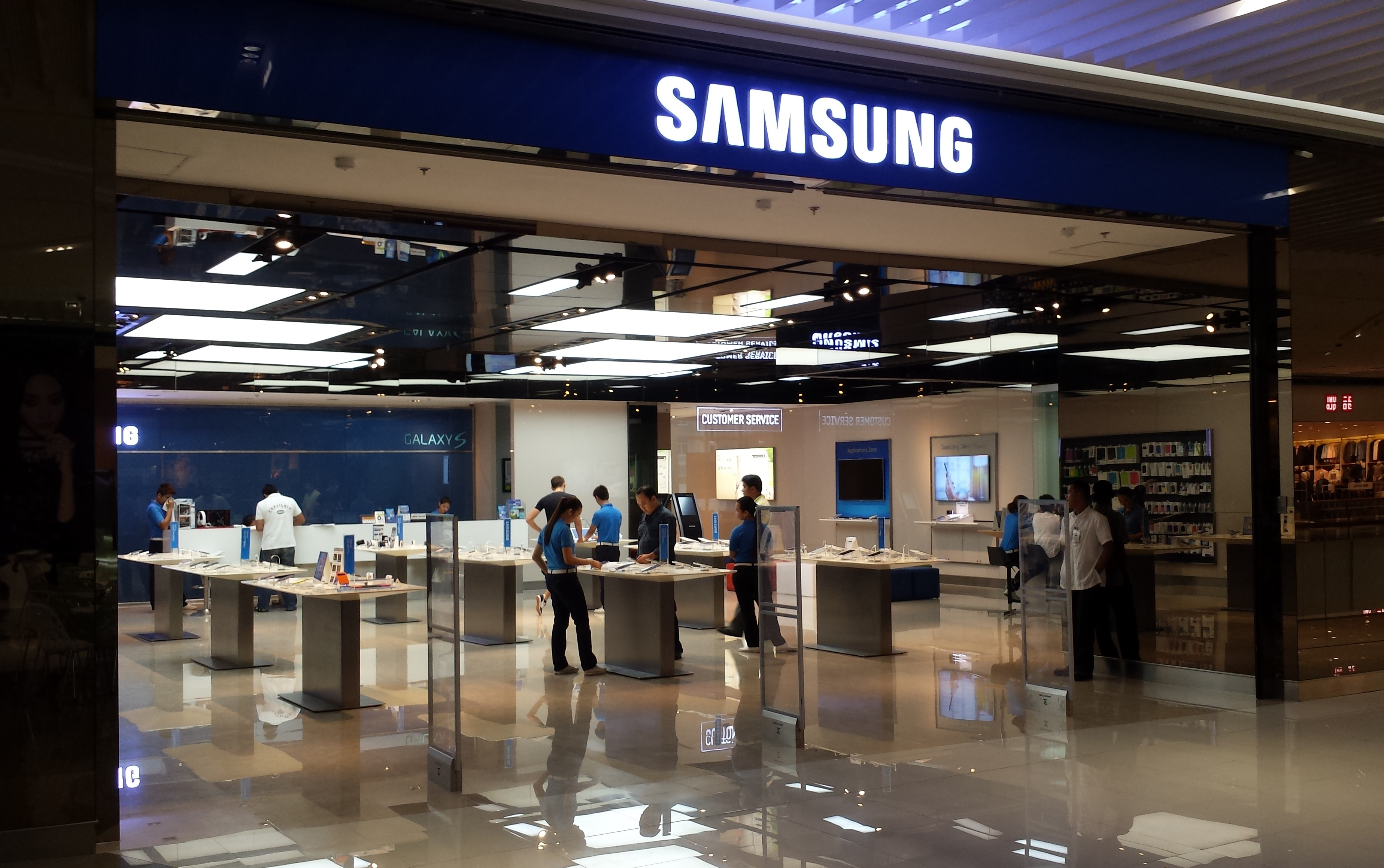
یک فروشگاه سامسونگ در فیلیپین

سامسونگ الکترونیکس در ۵ زمینه تجاری کار می‌کند: رسانه دیجیتال، شبکه ارتباطاتی، لوازم خانگی، نیم‌رسانا و پنل‌های ال‌سی‌دی/ال‌ای‌دی.
- تجارت رسانه دیجیتال شامل دستگاه‌های رایانه مانند لپ‌تاپ‌ها و چاپگرها، نمایشگرهای تصویر و تلویزیون‌ها و نمایشگرهای رایانه، و سرگرمی مصرف‌کننده مانند پخش کننده‌های DVD، پخش کننده‌های MP۳ و دوربین‌های دیجیتال.
- تجارت شبکه ارتباطی شامل DSLAMها و دستگاه‌های فکس، دستگاه‌های سلولی مانند تلفن‌های همراه، تلفن‌های PDA، و دستگاه‌های ترکیبی که پایانه‌های هوشمند همراه نامیده می‌شوند و همچنین گیرنده‌های ماهواره می‌شود.
- تجارت لوازم خانگی شامل وسایل برقی خانگی مانند یخچال‌ها، کولرها، تصفیه‌کننده‌های هوا، ماشین لباسشویی‌ها، فرهای ماکروویو و جاروبرقی می‌شود.
- تجارت نیمه‌رسانا شامل چیپ‌های نیمه‌رسانا مانند SDRAM , SRAM، حافظه‌های فلش NAND، کارت‌های هوشمند، فناوری‌های پرتراکم مانند سامانه-در-بسته (SiP) و بسته‌های چند چیپی (MCP)، و دستگاه‌های ذخیره‌سازی مانند درایو دیسک‌های نوری و درایوهای دیسک سخت (HardDisk) می‌شود.
- تجارت LCD بر روی پنل‌های TFT-LCD برای لپ‌تاپ‌ها، نمایشگرها و تلویزیون‌ها متمرکز است.

## واحدهای تولید جهانی
- Giheung ,Gyeonggi-do در کره جنوبی - نیمه‌رسانا
- Tangjung, Asan-si, Chungcheongnam-do در کره جنوبی - شرکت S-LCD
- Gwangju در کره جنوبی - لوازم خانگی
- Teeside, Newcastle upon Tyneدر بریتانیا - تلویزیون، دستگاه فکس، لوازم خانگی
- Tijuana در مکزیک - پارک Tijuana سامسونگ
- نیمه‌رسانا سامسونگ Austin (تگزاس) - DRAM و حافظه فلش (آغاز از ۲۰۰۷)
- سامسونگ الکترونیک فیلیپین - ODD
- Jászfényszaru در مجارستان - دستگاه تلویزیون
- سام الکترونیک در ایران_ دستگاه تلویزیون
- تکوین الکترونیک در ایران_ لوازم خانگی

## نام‌های تجاری شرکت
- Anycall - مارک تلفن همراه (مختص بازار چین و کشورهای شرق آسیا)
- Ativ - سری تلفن‌های هوشمند، تبلت‌ها و لپ‌تاپ‌های مبتنی بر سیستم‌عامل‌های ویندوز ۸ و ویندوز فون ۸
- Omnia -سری تلفن‌های هوشمند مبتنی بر سیستم‌عامل ویندوز موبایل
- GALAXY - سری تلفن‌های هوشمند و تبلت‌های مبتنی بر سیستم‌عامل اندروید
- Sens - مارک رایانه‌های لپ‌تاپ
- Hauzen - مارک لوازم خانگی برتر
- Zipel - مارک یخچال‌های خانگی
- Yepp - مارک پخش کننده‌های MP۳
- Paw - مارک تلویزیون
- Kenox - مارک دوربین دیجیتال
- SyncMaster - مارک نمایشگر
- Zaigen - مرکز پشتیبانی رایانه سامسونگ
- Magic Station - مارک رایانه شخصی (PC)
- MagicBright - مارک فناوری صفحه نمایش LCD
- Ultra Edition - مارک تلفن همراه
- Pleomax - مارک لوازم جانبی رایانه و باتری
- CLP - مارک چاپگر لیزری
- MyMy - مارک پخش‌کننده نوار کاست.

## جنجال تبلیغات گلکسی تب
شرکت رسانه‌ای و ارتباطات اسرائیلی هات (HOT) آغاز سال ۲۰۱۲ اقدام به پخش کلیپی تبلیغاتی و طنز برای گالکسی تب با محوریت برنامه هسته‌ای ایران کرد که موجب واکنش مقامات ایرانی شد.
در این کلیپ، کمدین‌های گروه «عصفور» در نقش کماندوهای موساد دیده می‌شوند که با پوشش زنانه برای انجام مأموریت به اصفهان می‌روند که در این آگهی به صورت بیابانی خشک تصویر شده است. این جاسوسان در یک قهوه‌خانه، یکی دیگر از مأموران موساد را می‌یابند که کت و شلوار به‌تن پشت میزی نشسته و با تبلت سامسونگ خود مشغول به کار است. یکی از مأموران در لباس زنانه، به‌طور تصادفی یکی از اپلیکیشن‌های تبلت را فشار می‌دهد که باعث انفجار تأسیسات اتمی در پس‌زمینه می‌شود.
پس از انتشار این کلیپ و واکنش ایران، شرکت سامسونگ این کلیپ را محکوم کرد و بیانیه‌ای در وبگاه رسمی خود انتشار داد که در آن ارتباط خود با ساخت این کلیپ را انکار کرده و آن را اقدام شبکه کابلی هات اسرائیل دانسته است.